# Ring belge R10
Pour les articles homonymes, voir R10.
Le ring belge R10 est la ceinture intérieure d'Anvers. Le ring n'est pas complet: il s'arrête des deux côtés à la rive droite de l'Escaut.